# Léon Droucker
Pour les articles homonymes, voir Droucker.
Léon Droucker, né à Vilnius le 15 juillet 1887 et mort à Paris 14e le 2 décembre 1944, est un sculpteur français d'origine lituanienne.

## Biographie
Né en Lituanie, en 1887, sa mère, à la mort de son mari, s'installe à Paris avec ses trois jeunes enfants. Dès l'adolescence, Léon Drucker travaille comme apprenti menuisier et suit les cours du soir d'une école professionnelle où il apprend le dessin et le modelage.
Il expose à la Société nationale des beaux-arts, à la Société des artistes français, au Salon d'automne dont il est sociétaire et au Salon des Tuileries.
Il obtient la nationalité français le 10 juin 1934. Il a alors une fille Hélène Louise Sarah née en 1926,.
On lui doit de nombreux bustes ainsi que la Statue du général Antonio Macco à Cárdenas (Cuba) et la série des bas-reliefs de la façade extérieure du Capitole de La Havane.